# Думітру Бретіану
Думітру Бретіану (рум. Dumitru Brătianu; 1818, Пітешті — 8 червня 1892, Бухарест) — прем'єр-міністр Румунії з 22 квітня до 21 червня 1881 і міністром закордонних справ з 10 квітня 1881 по 8 червня 1881. Старший брат Йона Бретіану.

## Біографія
Бретіану народився в багатій родині землевласників з Арджеша в місті Пітешті.
Навчався в Парижі. Повернувшись на свою рідну землю, Бретіану, разом зі своїм другом Константином Розетті та іншими молодими людьми (в тому числі і своїм молодшим братом Йоном), взяв участь у Волоській революції 1848 року.
У квітні 1881 року, будучи до цього послом в Константинополі, став на чолі уряду, змінивши на цій посаді свого брата Йона, але вже в червні того ж року Йон Бретіану знову зайняв цей пост.

## Культурна діяльність
Один із засновників «Товариства для освіти румунського народу» (1839), «Літературної асоціації Румунії» (1845). Бретіану брав участь в складанні програми «Румунського Студентського суспільства» в Парижі (1845) і був одним із засновників «Товариства для створення в принципі» («Însocierea Lazariană») (1847).
Став членом Масонської Ложі для іноземців Athenaeum в Парижі 9 травня 1846 року. У тому ж році став членом масонської ложі «L'Athénée des Etrangers» і в лютому і липні 1847 став майстром. З 1847 організовує в Бухаресті Братство Ложі.